# کنت تیمرمن
کنت تیمرمن (به انگلیسی: Kenneth Timmerman) در ۴ نوامبر ۱۹۵۳ در نیویورک متولد شد. وی هم‌اکنون روزنامه‌نگار و نویسنده‌ی سیاسی است. او نامزد انتخابات کنگره‌ی امریکا از ایالت مریلند در سال‌های ۲۰۰۰ و ۲۰۰۸ بود که در هر دو دوره شکست را پذیرا شد. تیمرمن هم‌چنین یکی از مؤسسین و مدیر اجرایی بنیاد دموکراسی در ایران می‌باشد که رسماً خواستار تغییر نظام در ایران است.
وی در سال ۱۹۹۱(۱۳۷۰ شمسی) کتاب لابی مرگ: چگونه غرب عراق را مسلح کرد را نوشت.

## ادعای دیدار سیدمحمد خاتمی و جرج سوروس
وی در ۱۵ سپتامبر سال ۲۰۰۶ در مقاله‌ای در وبسایت نیوزمکس مدعی ملاقات شام خصوصی سید محمد خاتمی و جرج سوروس در هتل هایت شد. این ادعای به یکی از محوری‌ترین تبلیغات بخشی تندرو جناح محافظه کار علیه خاتمی تبدیل گردید و از سوی رسانه‌های آنان بازتاب یافت. 